# Lotus 27
Lotus 27 – samochód Formuły Junior, zaprojektowany przez Colina Chapmana i wyprodukowany przez Lotus Components Ltd w 1963 roku. Przyczynił się do zdobycia przez Petera Arundella mistrzostwa Wielkiej Brytanii.

## Charakterystyka
Samochód był następcą modelu 22 i był od niego bardziej kompaktowy. Konstrukcja nadwozia opierała się na Lotusie 25; był to monokok. Oznaczało to, że model 27 był pierwszym samochodem niższej formuły, w którym Lotus zastosował tę technologię. Początkowo karoseria samochodu była wykonana z włókna szklanego, przez co monokok nie zachowywał sztywności strukturalnej, jednakże w 1963 roku samochód był rozwijany i w maju karoserię z włókna szklanego zastąpiono wykonaną z aluminium, co poprawiło sztywność.. Samochód był wąski, a od swojego poprzednika był węższy o pięć cali. Czterocylindrowy silnik modelu, Ford Cosworth 109E, był umieszczony z tyłu i przy pojemności 1097 cm³ rozwijał moc 110 KM. Napęd był przekazywany za pomocą wywodzącej się od Volkswagena skrzyni biegów Hewland Mk4. Zawieszenie samochodu było niezależne. Koszt całego samochodu wynosił 1890 funtów.
Samochód wygrał w debiucie na Oulton Park, ale następnie, z powodu niewystarczającej sztywności nadwozia, nie odnosił sukcesów. W maju Peter Arundell po raz pierwszy wystartował nowym modelem. Następne zwycięstwo Arundell odniósł 20 lipca na Silverstone, i po odniesieniu łącznie pięciu zwycięstw zdobył tytuł z przewagą jednego punktu nad Dennym Hulmem w Brabhamie BT6. Był to jednocześnie ostatni sezon Formuły Junior.
Wyprodukowano 35 egzemplarzy modelu.

## Wyniki w Brytyjskiej Formule Junior
| Legenda oznaczeń w tabelach wyników Wyświetl szablon na nowej stronie | Legenda oznaczeń w tabelach wyników Wyświetl szablon na nowej stronie                                                                     |
| Oznaczenie                                                            | Wyjaśnienie |
| --------------------------------------------------------------------- | --- |
| Złoty                                                                 | Zwycięzca lub mistrzostwo |
| Srebrny                                                               | 2. miejsce lub wicemistrzostwo |
| Brązowy                                                               | 3. miejsce lub II wicemistrzostwo |
| Zielony                                                               | Ukończył, punktował (w klasyfikacji generalnej, gdy zdobył co najmniej jeden punkt na przestrzeni sezonu, poza trzema powyższymi opcjami) |
| Niebieski                                                             | Ukończył, nie punktował (w klasyfikacji generalnej, gdy nie zdobył co najmniej jednego punktu na przestrzeni sezonu)                      |
| Czerwony                                                              | Nie zakwalifikował się (NZ) |
| Czerwony                                                              | Nie prekwalifikował się (NPK) |
| Różowy                                                                | Nie ukończył (NU) |
| Różowy                                                                | Niesklasyfikowany (NS) (w klasyfikacji generalnej, gdy nie został sklasyfikowany w żadnym wyścigu sezonu)                                 |
| Czarny                                                                | Zdyskwalifikowany (DK) |
| Czarny                                                                | Wykluczony (WYK/EX) |
| Biały                                                                 | Nie wystartował (NW) |
| Biały                                                                 | Kontuzjowany (K/INJ) |
| Biały                                                                 | Wyścig odwołany (OD/C) |
| Bez koloru                                                            | Został wycofany (WYC/WD) |
| Bez koloru                                                            | Nie przybył (NP/DNA) |
| Bez koloru                                                            | Nie brał udziału w treningach (NT/DNP) |
| Bez koloru                                                            | Nie został zgłoszony (–) |
| Pogrubienie                                                           | Start z pole position |
| Kursywa                                                               | Najszybsze okrążenie wyścigu |
| †                                                                     | Nie ukończył, ale jego rezultat został zaliczony ze względu na przejechanie więcej niż 90% dystansu wyścigu.                              |
| *                                                                     | Sezon w trakcie |
| 1/2/3                                                                 | Punktowana pozycja w sprincie kwalifikacyjnym                                                                                             |
| Lista systemów punktacji Formuły 1                                    | |

| Sezon | Zespół                           | Silnik | Kierowcy       | Wyniki w poszczególnych eliminacjach | Wyniki w poszczególnych eliminacjach | Wyniki w poszczególnych eliminacjach | Wyniki w poszczególnych eliminacjach | Wyniki w poszczególnych eliminacjach | Wyniki w poszczególnych eliminacjach | Wyniki w poszczególnych eliminacjach | Wyniki w poszczególnych eliminacjach | Wyniki w poszczególnych eliminacjach | Wyniki w poszczególnych eliminacjach | Wyniki w poszczególnych eliminacjach | Wyniki w poszczególnych eliminacjach | Wyniki w poszczególnych eliminacjach | Wyniki w poszczególnych eliminacjach | Wyniki w poszczególnych eliminacjach | Wyniki w poszczególnych eliminacjach | Wyniki w poszczególnych eliminacjach | Wyniki w poszczególnych eliminacjach | Wyniki w poszczególnych eliminacjach | Wyniki w poszczególnych eliminacjach | Wyniki w poszczególnych eliminacjach | Wyniki w poszczególnych eliminacjach | Wyniki kierowców | Wyniki kierowców |
| 1963  |                                  |        |                | Wielka Brytania                      | Wielka Brytania                      | Wielka Brytania                      | Wielka Brytania                      | Wielka Brytania                      | Wielka Brytania                      | Wielka Brytania                      | Wielka Brytania                      | Wielka Brytania                      | Wielka Brytania                      | Wielka Brytania                      | Wielka Brytania                      | Wielka Brytania                      | Wielka Brytania                      | Wielka Brytania                      | Wielka Brytania                      | Wielka Brytania                      | Wielka Brytania                      | Wielka Brytania                      | Wielka Brytania                      | Wielka Brytania                      | Wielka Brytania                      | Pkt.             | Msc.             |
| ----- | -------------------------------- | ------ | -------------- | ------------------------------------ | ------------------------------------ | ------------------------------------ | ------------------------------------ | ------------------------------------ | ------------------------------------ | ------------------------------------ | ------------------------------------ | ------------------------------------ | ------------------------------------ | ------------------------------------ | ------------------------------------ | ------------------------------------ | ------------------------------------ | ------------------------------------ | ------------------------------------ | ------------------------------------ | ------------------------------------ | ------------------------------------ | ------------------------------------ | ------------------------------------ | ------------------------------------ | ---------------- | ---------------- |
| 1963  | Ron Harris - Team Lotus          | Ford   | Peter Arundell | -                                    | 1                                    | 7                                    | 3                                    | NU                                   | -                                    | -                                    | 1                                    | 5                                    | -                                    | -                                    | 1                                    | -                                    | -                                    | 1                                    | -                                    | -                                    | -                                    | 1                                    | -                                    | -                                    | -                                    | 40               | 1                |
| 1963  | Ron Harris - Team Lotus          | Ford   | Mike Spence    | -                                    | -                                    | 9                                    | 5                                    | 9                                    | -                                    | -                                    | -                                    | NZ                                   | -                                    | -                                    | 4                                    | -                                    | -                                    | NU                                   | -                                    | -                                    | -                                    | 4                                    | -                                    | -                                    | -                                    | 8                | 7                |
| 1963  | Ron Harris - Team Lotus          | Ford   | John Fenning   | -                                    | -                                    | -                                    | -                                    | 6                                    | -                                    | -                                    | -                                    | NU                                   | -                                    | -                                    | 5                                    | -                                    | -                                    | 5                                    | -                                    | -                                    | -                                    | -                                    | -                                    | -                                    | -                                    | 5                | 9                |
| 1963  | Ron Harris - Team Lotus          | Ford   | John Hine      | -                                    | -                                    | -                                    | -                                    | -                                    | -                                    | -                                    | -                                    | -                                    | -                                    | -                                    | -                                    | -                                    | -                                    | -                                    | -                                    | -                                    | -                                    | 8                                    | -                                    | -                                    | -                                    | 0                | NS               |
| 1963  | Ron Harris - Team Lotus          | Ford   | Bruno Deserti  | -                                    | -                                    | -                                    | -                                    | -                                    | -                                    | -                                    | -                                    | -                                    | -                                    | -                                    | -                                    | -                                    | -                                    | -                                    | -                                    | -                                    | -                                    | NZ                                   | -                                    | -                                    | -                                    | 0                | NS               |
| 1963  | Midland Racing Partnership       | Ford   | David Hobbs    | -                                    | -                                    | -                                    | -                                    | -                                    | -                                    | -                                    | -                                    | 4                                    | -                                    | -                                    | -                                    | -                                    | -                                    | -                                    | -                                    | -                                    | -                                    | -                                    | -                                    | -                                    | -                                    | 0 (22)           | 4                |
| 1963  | Adam Wyllie                      | Ford   | Adam Wyllie    | -                                    | -                                    | -                                    | -                                    | -                                    | -                                    | -                                    | -                                    | -                                    | -                                    | 4                                    | -                                    | -                                    | -                                    | -                                    | -                                    | -                                    | 5                                    | 10                                   | 9                                    | 4                                    | 5                                    | 0                | NS               |
| 1963  | Veedol                           | Ford   | Bob Burnard    | -                                    | -                                    | -                                    | -                                    | -                                    | -                                    | -                                    | -                                    | -                                    | -                                    | NU                                   | -                                    | -                                    | -                                    | NU                                   | -                                    | -                                    | NW                                   | NU                                   | -                                    | -                                    | -                                    | 0                | NS               |
| 1963  | Jim Russell Racing Driver School | Ford   | Melvyn Long    | -                                    | -                                    | -                                    | -                                    | -                                    | -                                    | -                                    | -                                    | -                                    | -                                    | -                                    | 10                                   | 2                                    | -                                    | NU                                   | -                                    | -                                    | -                                    | NW                                   | 7                                    | -                                    | -                                    | 0                | NS               |